# Long COVID
Long COVID, zespół przewlekłego COVID – stan charakteryzujący się długotrwałymi następstwami (pojawiającymi się lub utrzymującymi się po typowym okresie rekonwalescencji) COVID-19. Termin pochodzi z ang. long – „długi”.
W grudniu 2020 r. brytyjski National Institute for Health and Care Excellence (NICE) zdefiniował long COVID (nazywany również ang. postacute COVID-19', czyli „COVID-19 po ustąpieniu fazy ostrej”) w dwóch kategoriach czasowych: ang. ongoing symptomatic COVID-19, czyli „trwający objawowy COVID-19”, z dolegliwościami w zakresie 4 do 12 tygodni od momentu wystąpienia ostrych objawów i „syndrom po-COVID-owy” (ang. post-COVID-19 syndrome) z dolegliwościami utrzymującymi się po upływie 12 tygodni.
Dolegliwości były badane przez WHO od wiosny 2021 roku i ich oficjalna definicja została sformułowana w październiku tegoż roku. WHO używa terminu ang. post-COVID condition, tj. „stan po-COVID-owy”, który „występuje [...] zazwyczaj po trzech miesiącach od zakażenia wirusem SARS-CoV-2 powodującego COVID-19 z dolegliwościami (do 4 tygodni), i które utrzymują się nie krócej niż przez dwa miesiące (po 4 tygodniach) oraz nie są możliwe do wyjaśnienia w inny sposób. Dolegliwościami są zazwyczaj zmęczenie, duszność, zaburzenie percepcji, i inne utrudniające codzienne funkcjonowanie. Dolegliwości te mogą wystąpić po początkowym wyzdrowieniu z ostrego epizodu COVID-19 albo być kontynuacją choroby. Mogą zmieniać się w czasie, a także odnawiać się.”

## Występowanie
W 2021 r. naukowcy z brytyjskiego Uniwersytetu Oksfordzkiego ogłosili wyniki badań ponad 270 tys. „ozdrowieńców” COVID-19. Syndrom dotknął ponad jedną trzecią z nich. Co najmniej jeden z objawów long COVID został zdiagnozowany u 37% i występował częściej u tych, którzy przechodzili chorobę ciężej, wymagając hospitalizacji.
Dziewięć zdiagnozowanych podstawowych dolegliwości long COVID to:
- depresja, lęk – 15% pacjentów;
- problemy z oddychaniem – 8%;
- ból gardła i klatki piersiowej – 6%;
- dolegliwości brzucha – 8%;
- zmęczenie – 6%;
- ból głowy – 5%,
- zaburzenia funkcji poznawczych (pot. ang. brain fog, czyli „zamglenie umysłu”) – 4%;
- mialgia (mięśnioból lub ból mięśniowy) – 1.5%;
- inne bóle – 7%;
- z dowolną powyższą dolegliwością – 37%.

Z badań naukowców z Uniwersytetu Harvarda obejmujących 50 tys. chorych wynika, że long COVID częściej pojawia się u ludzi poniżej 65. roku życia.
W 2022 r. naukowcy z Uniwersytetu Oksfordzkiego ustalili, że osoby, które łagodnie przeszły COVID-19 i nie skarżyły się na dolegliwości w życiu codziennym typowe dla long COVID, mogą także doświadczać pewnych długoterminowych skutków zakażenia, polegających na pogorszonej pamięci i zdolności koncentracji przez okres do 6-9 miesięcy.

## Objawy
Long COVID może wpływać na prawie każdy układ organizmu i prowadzić do różnorodnych następstw, w tym do zaburzeń układu oddechowego, układu nerwowego, zaburzeń psychicznych, zaburzeń metabolicznych, zaburzeń układu krążenia, zaburzeń przewodu pokarmowego, ogólnego złego samopoczucia, zmęczenia, bóli mięśniowo-kostnymi i niedokrwistości. Inne powszechnie wstępujące objawy to: zmęczenie, bóle głowy, duszność, anosmia (utrata węchu), zniekształcony zapach, osłabienie mięśni, obniżona temperatura ciała i zaburzenia funkcji poznawczych (potocznie ang. brain fog, czyli „zamglenie umysłu”).

## Potencjalna przyczyna
Przyczyną long COVID-19 może być utrzymywanie się przewlekłego stanu zapalnego po ostrym COVID-19. Japońscy naukowcy ustalili, że przewlekłe zapalenie górnej części gardła ma negatywny wpływ na działanie podwzgórza, regulującego funkcje, których zaburzenie jest symptomatyczne dla long COVID. Stwierdzono, że wszyscy pacjenci z długotrwałym COVID-em mieli resztkowe zapalenie gardła, ważnym miejscu replikacji koronawirusa, i że niektóre objawy długotrwałego COVID są podobne do tych związanych z przewlekłym zapaleniem gardła. W podjętym badaniu klinicznym 58 pacjentów z long COVID zostało poddanych tzw. ściernej terapii zapalenia gardła (EAT; ang. epipharyngeal abrasive therapy), polegającej na przecieraniu całej ściany gardła sterylnym wacikiem nasączonym 0,5% roztworem chlorku cynku. Pacjenci byli leczeni ambulatoryjnie za pomocą EAT raz w tygodniu przez jeden miesiąc (średnia wieku = 38,4 ±12,9 lat). Przed i po leczeniu EAT u pacjentów oceniono intensywność trzech objawów związanych z long COVID: chronicznego zmęczenia, bóle głowy i zaburzenia uwagi. Zastosowana terapia spowodowała zmniejszenie się tych problemów (w skali 0–100): zmęczenia z 65 do 23, bólu głowy z 49 do 11 i trudności w koncentracji z 52 do 36.